# Ulrike von Möllendorff
Ulrike Gertrud Emma von Möllendorff (* 5. Juli 1939 in Berlin; † 24. September 2017 ebenda) war eine deutsche Journalistin und Fernsehmoderatorin.

## Leben und Wirken
Ulrike von Möllendorff war die Tochter des Architekten und Direktors der Berliner Meisterschule für Kunsthandwerk Wolf von Möllendorff (1908–1992) und der Gerda Braun (1910–2000). Ihr Onkel war der Karikaturist Horst von Möllendorff.
Nach dem Abschluss ihrer Schulausbildung besuchte von Möllendorff die Berliner Hochschule der Bildenden Künste und studierte Malerei bei Alexander Camaro. Mit 18 Jahren heiratete sie den Filmproduzenten Gerd Weber und stieg als Regie- und Kameraassistentin in die Werbefirma ihres damaligen Schwagers ein. Als nach zwei Jahren ihre Ehe zerbrochen war, fand sie im Sender Freies Berlin (SFB) eine neue Aufgabe als Reporterin. Sie war zehn Jahre als Reporterin für die Berliner Abendschau unterwegs und damit neben Evelyn Lazar eine der damals wenigen Frauen in der Nachrichtensendung.
Anfang der 1970er Jahre folgte sie ihrem damaligen Ehemann, dem ZDF-Fernsehjournalisten Ernst Martin, nach Bonn. Im November 1973 begann Möllendorff als freiberufliche Mitarbeiterin beim ZDF zu arbeiten. Sie war Redakteurin und Moderatorin beim Magazin Die Drehscheibe und moderierte diese bis 1979. Nebenbei arbeitete sie auch weiterhin für den SFB als Moderatorin der Umschau, einer täglichen Sendung im gemeinsamen Vormittagsprogramm von ARD und ZDF.

## heute-Moderatorin

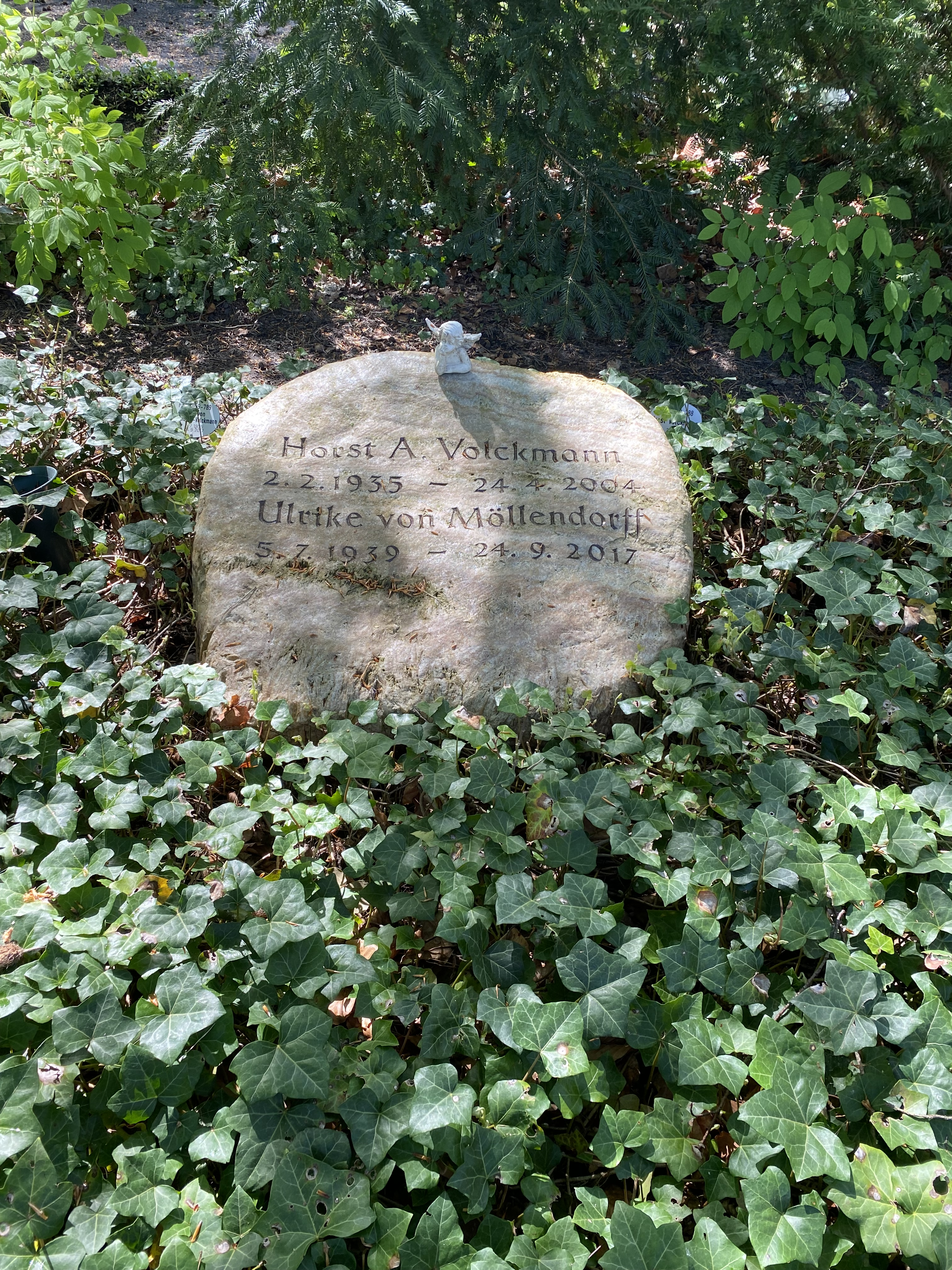
Grabstätte auf dem Waldfriedhof Zehlendorf (Feld 059-788)

Im Jahr 1978 wurde eine Frau für die Hauptausgabe der ZDF-heute-Nachrichten gesucht. Nach einem Auswahlverfahren, in dem mehrere Kandidatinnen getestet wurden, entschied man sich für von Möllendorff. Am 16. Oktober 1978 begrüßte sie um 19 Uhr zum ersten Mal als Redakteurin im Studio in den heute-Nachrichten die Zuschauer. Zu einer Zeit, in der sich Frauen als Moderatorinnen von Sport- und Nachrichtenformaten noch nicht durchgesetzt hatten, löste die Berufung bei Presse und Publikum gemischte Reaktionen aus. Die Fernsehzeitschrift Funk Uhr kommentierte damals: „Wenn’s nichts Wichtiges zu berichten gibt, kann man raten, zum Beispiel welche Ohrringe sie heute trägt.“ Ulrike von Möllendorff war bis zum 19. Dezember 1990 Studioredakteurin der heute-Sendung und viele Jahre auch die einzige Frau, die die 19-Uhr-Ausgabe präsentierte.

## Weitere Tätigkeiten
Neben ihrer Bildschirmtätigkeit moderierte von Möllendorff, die in Hamburg lebte, auch einige Radiosendungen, so NDR 2 am Vormittag und die Plattenkiste. Für das ZDF war sie in den 1980er Jahren auch immer wieder erste Wahl für Versuche mit neuen Formaten, etwa im Oktober 1989, als sie für das ZDF-Mittagsmagazin die Pilotsendung moderierte. Für 3sat präsentierte sie die erste Ausgabe der  Sonntagsshow.
Nach dem Mauerfall im Jahr 1989 kehrte Ulrike von Möllendorff nach 20 Jahren wieder in ihre Geburtsstadt Berlin und zu ihren journalistischen Anfängen zurück. Sie moderierte dort für den SFB vom Februar 1991 bis zum 24. Januar 1997 die Berliner Abendschau. Danach wurde ihr Vertrag nicht mehr verlängert.
Sie war in zweiter Ehe von 1971 bis 1977 mit Ernst Martin und in dritter Ehe ab 1981 mit dem Hamburger Industriemanager Horst Volckmann (1935–2004) verheiratet. Sie führte seit ihrer letzten Ehe den Nachnamen „von Möllendorff-Volckmann“. Zuletzt lebte sie in Berlin. Sie starb am 24. September 2017 im Alter von 78 Jahren an den Folgen einer Krebserkrankung und wurde auf dem Waldfriedhof Zehlendorf beigesetzt.